# 韦鲁阿萨沃亚
韦鲁阿萨沃亚（義大利語：Verrua Savoia），是意大利都灵省的一个市镇。总面积31平方公里，人口1451人，人口密度46.8人/平方公里（2009年）。ISTAT代码为001294。